# 지구 트로이군
지구 트로이군(Earth trojan)은 지구-태양 라그랑주 점 L4(선행 60°) 또는 L5(후행 60°) 부근에서 태양을 공전하는 소행성으로, 지구와 유사한 궤도를 가지고 있다. 지금까지 발견된 지구 트로이군은 단 두 개뿐이다. 트로이군이라는 이름은 1906년 목성 궤도의 라그랑주 점 근처에서 관측된 소행성인 목성 트로이군에 처음 가용되었다.

## 목록
- 2010 TK7: 직경 300미터의 소행성. 2010년 1월, 광역적외선탐사위성(WISE)을 통해 발견되었다.[1][2][3]
- 6146892020 XL: 2020년 12월, 판스타스 조사에서 발견되어, 2021년 1월 지구 트로이군으로 인식되었다.[4] 지름 1.2 km이다.

두 소행성 모두 지구의 L4 라그랑주 점에 위치하며, L5 위치의 트로이군은 아직 발견되지 않았다.

## 같이 보기
- 3753 크뤼트네
- 6Q0B44E
- 지구의 위성
- 코르딜레프스키 구름
- 위성
- 준위성
- 테이아 (천체)